# Bestevâerstraat

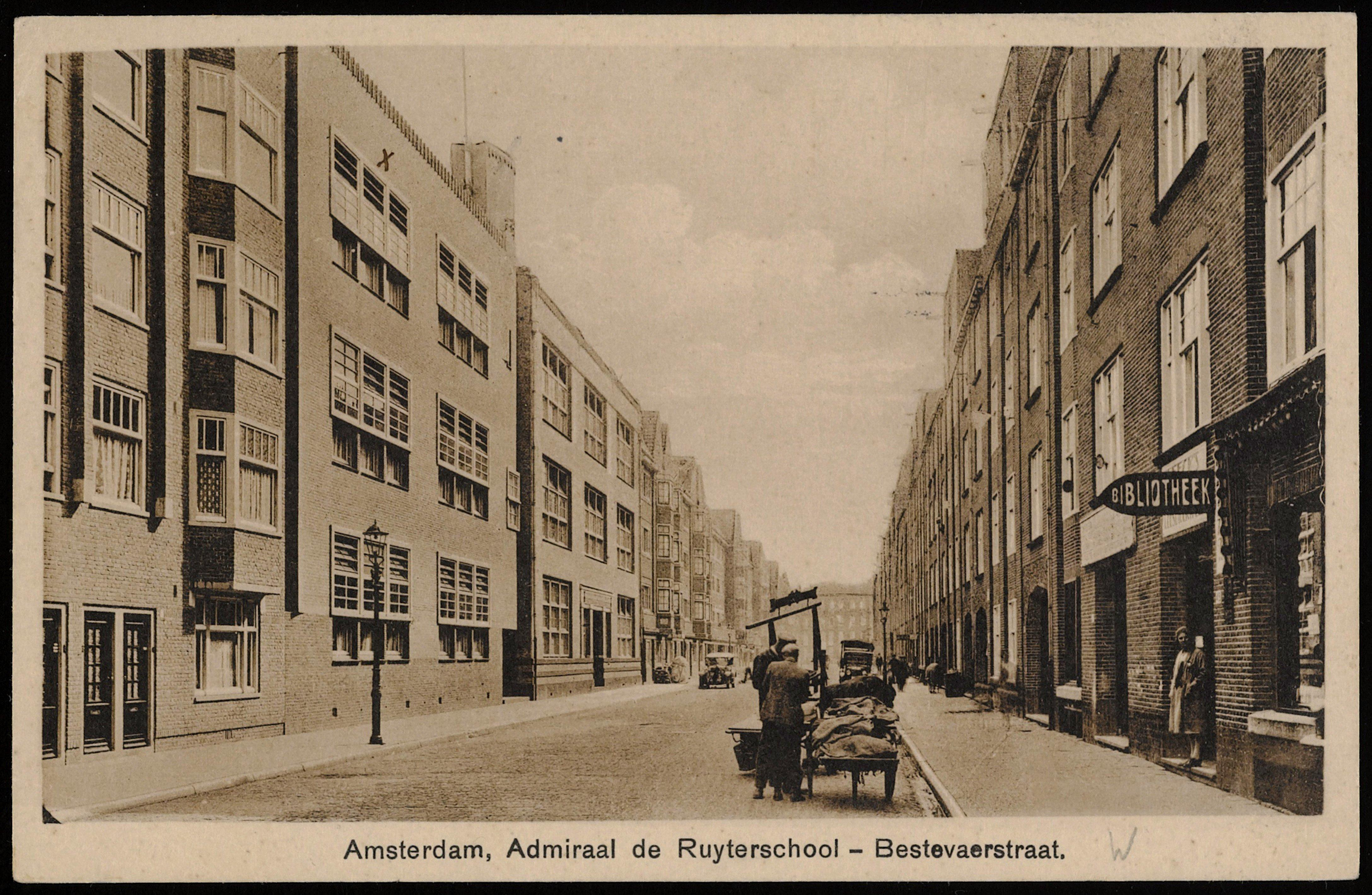
De Bestevaerstraat rond 1920, met links de Admiraal de Ruijterschool, en rechts boekhandel en uitgeverij Heeck.

De Bestevâerstraat is een straat in Amsterdam-West. De straat loopt evenwijdig aan de Admiraal de Ruijterweg en heeft net als deze een gekromde loop, omdat de straat het oude slotenpatroon volgt. 
De straat begint bij de Maarten Harpertszoon Trompstraat. Ze kruist daarna de Jan van Galenstraat, de De Rijpstraat met ondergronds de De Rijpgracht, de Karel Doormanstraat en eindigt bij de Bos en Lommerweg.

## Geschiedenis
De straat werd aangelegd in een voormalig moestuingebied in dezelfde tijd en de jaren daarna dat de bebouwing van de Admiraal de Ruijterweg verscheen in de jaren tien, twintig en dertig van de twintigste eeuw. Het is een relatief smalle straat, tegenwoordig verkeersluw en voorzien van verkeersdrempels. Het is tegenwoordig een woonstraat, maar oorspronkelijk had de straat ook een winkel en (nuts) bedrijfsbestemming met winkelpanden voornamelijk op de hoeken. Tegenwoordig zijn een aantal voormalige winkels verbouwd tot woningen. 
De panden Bestevâerstraat 220-230, gebouwd in 1933 en ontworpen door Gerrit Versteeg, staan op de Lijst van gemeentelijke monumenten in Amsterdam-West
Tot de opheffing van de Tramlijn Amsterdam - Haarlem - Zandvoort in 1957 en de reconstructie van de Admiraal de Ruijterweg in 1960 tot een doorgaande geasfalteerde verkeersweg was de straat echter voor het wegverkeer een doorgaande verkeersroute omdat de afgescheiden vrije trambaan op de Admiraal de Ruijterweg veel ruimte in beslag nam en geen plaats bood voor het doorgaande verkeer. Om die reden moest ook onder meer de vervanger van de lokaaldienst van de tram in 1954 GVB bus 14 tot 1960 door de Bestevâerstraat rijden.

## Naam
Oorspronkelijk lag de straat in de gemeente Sloten en kreeg bij een raadsbesluit van 28 juni 1911 de naam "Wilhelminastraat". In 1921 werd de gemeente Sloten door Amsterdam geannexeerd. Omdat er in Amsterdam al een Wilhelminastraat bestond, kreeg de straat bij een raadsbesluit van 22 maart 1922 en 27 april 1933 nu de door het zeevolk gegeven erenaam "Bestevâer" gegeven aan Maarten Harpertszoon Tromp.
De herkomst van de naam "Bestevâer" staat beschreven in het in 1925 verschenen, door P. Louwerse geschreven, boek "Bestevâer Tromp" waarin wordt beschreven dat de trouwe en dappere zonen der zee "Leve Bestevâer" zongen waarbij Maarten Harpertszoon Tromp werd onthaald door zijn bemanning. "Bestevâer" was hierbij een koosnaam voor "Goede vader". Later kreeg ook Michiel de Ruyter deze koosnaam. Hoewel ze onderling rivalen waren, rouwde de Ruyter toen Tromp omkwam bij de Slag bij Ter Heijde.